# Сая-де-Малья
10°30′ пд. ш. 61°22′ сх. д. / 10.5° пд. ш. 61.36° сх. д.
Сая-де-Малья (англ. mesh skirt, порт. saia de malha) — велика підводна банка, частина великого підводного Маскаренського плато. Розташована на північний схід від Мадагаскару, на південний схід від Сейшельських островів, на північ від Маврикію, Каргадос-Карахос, банки Назарет та є виключною економічною зоною Маврикію. Найближча суша — маврикійські острови Агалега (300 км) та сейшельський острів Коетиві (400 км).
Площа банки сягає 40 808 км², вона складається з меншої Північної банки (або банки Ричі, 5 800 км²), і більшої Південної Банки (35 000 км²). Якщо Південну банку вважати зануреним атолом, то вона є найбільшим атолом планети, утричі більшим за Велику Чагоську банку. Навіть менша за площею Північна Банка могла б уважатися одним із найбільших атолів світу. Північна і Південна Банки мають різне походження, їх розділяє розлом. Вважається, що 64-69 мільйонів років тому Південна Банка та Велика Чагоська банка були однією структурою, та згодом розділилися внаслідок руху тектонічних плит.
Банка Сая-де-Малья складається з низки вузьких мілин з глибинами від 17 до 29 м. Вони розташовані півколом, навколо колишньої лагуни, розташованої на південному сході, з глибинами до 73 м. Наймілкішими місцинами є Пойденот-Рок, з глибиною 8 м та безіменна точка за 145 км на північний захід, з глибиною до 7 м. Банка вкрита морською травою упереміж з кораловими рифами. Через їх віддаленість, банки є найменш вивченою морською екосистемою планети. Вони є місцем шлюбних ігор горбатих і синіх китів.
Банка отримала ім'я від португальців, які її відкрили на шляху з Африки до Індії. Перше дослідження було проведене в 1838 р. Робертом Морсбі, капітаном британського флоту, що до цього дослідив Лакшадвіп, Мальдівські острови, банку Чагос і Червоне море. Банка Сая-де-Малья була останнім пунктом дослідження Морсбі, згодом померлого від хвороби.
Банка була утворена близько 35 мільйонів років тому гарячою точкою Реюньйон, та складається з базальтових порід перекритих вапняком. Вапнякові породи банки є рештками коралових рифів. Мільйони років тому, банка була одним або декількома гірськими вулканічними островами, як і сучасні Маврикій і Реюньйон, що згодом опустилися нижче рівня океану. Деякі частини банки, можливо, ще 18 000 — 6 000 років тому були низькими островами, коли рівень моря був на 130 метрів нижче протягом останнього льодовикового періоду.
Вольф Хілберц і Томас Горо пропонували створити на банці Сая-де-Малья штучний острів. Вони планували прискорити зростання коралів навколо спеціально зануреної сталевої конструкції, встановленої на дні Північної банки, на глибині 11 м. Передбачалося, що острів стане мікродержавою Атопія або Сайя-Атопія, хоча дана аквіторія знаходиться у виключній економічній зоні Маврикію.